# Túmulo de guerra

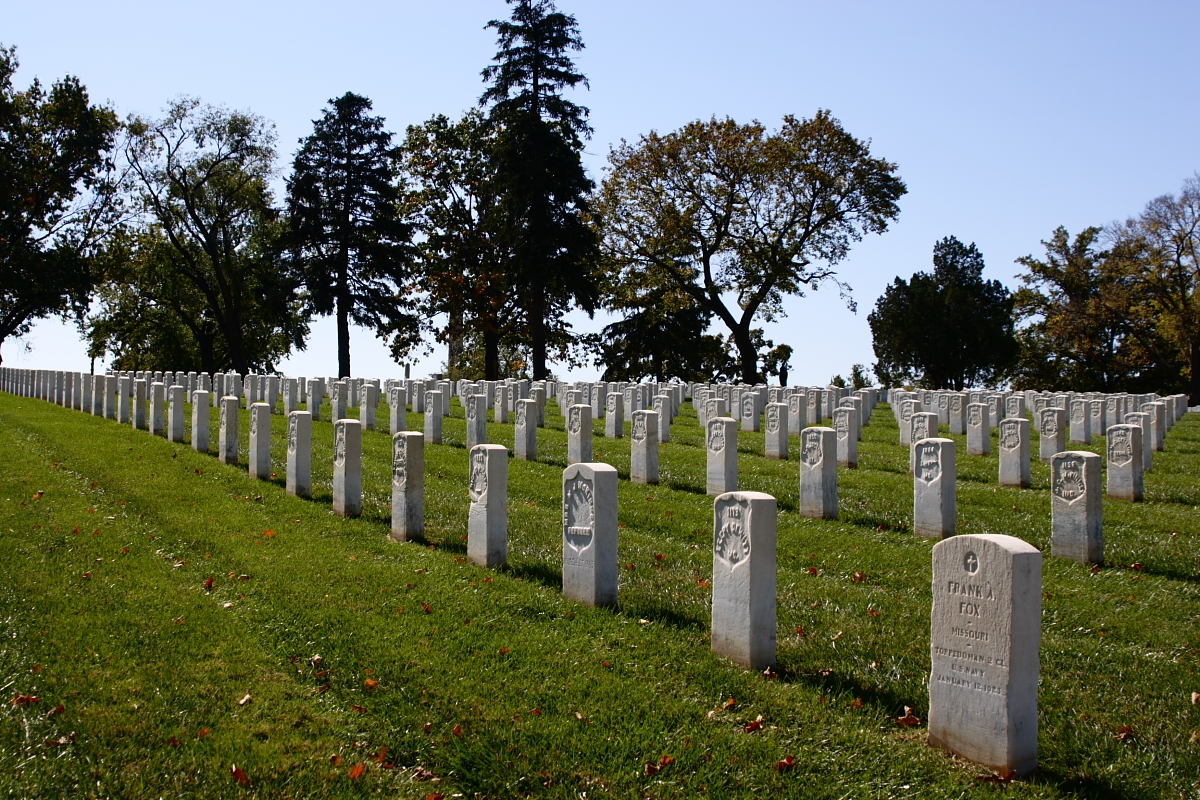
Sepulturas da Guerra Civil Americana.

Um túmulo de guerra é um sepulcro destinado a soldados ou civis mortos durante operações ou campanhas militares. O termo não se aplica apenas a túmulos; navios afundados em guerra são muitas vezes considerados túmulos de guerra, assim como aeronaves militares que se tenham despenhado no mar.